# Mansour Skhiri
Mansour Skhiri (arabe : منصورالسخيري), né le 9 mai 1929 à Monastir et mort le 23 février 1994 à Tunis, est un homme politique tunisien.

## Formation
Après avoir obtenu son certificat d'études à Sousse, il poursuit ses études supérieures en France. En 1960, il obtient son premier diplôme d'ingénieur géomètre de l'École spéciale des travaux publics (ESTP) à Paris. En 1962, il est diplômé de l'ESTP et du Centre des hautes études du béton armé et précontraint. Il est membre de la cellule néo-destourienne estudiantine en France et président du comité des résidents de la maison de Tunisie à la Cité internationale universitaire de Paris de 1952 à 1955.

## Carrière

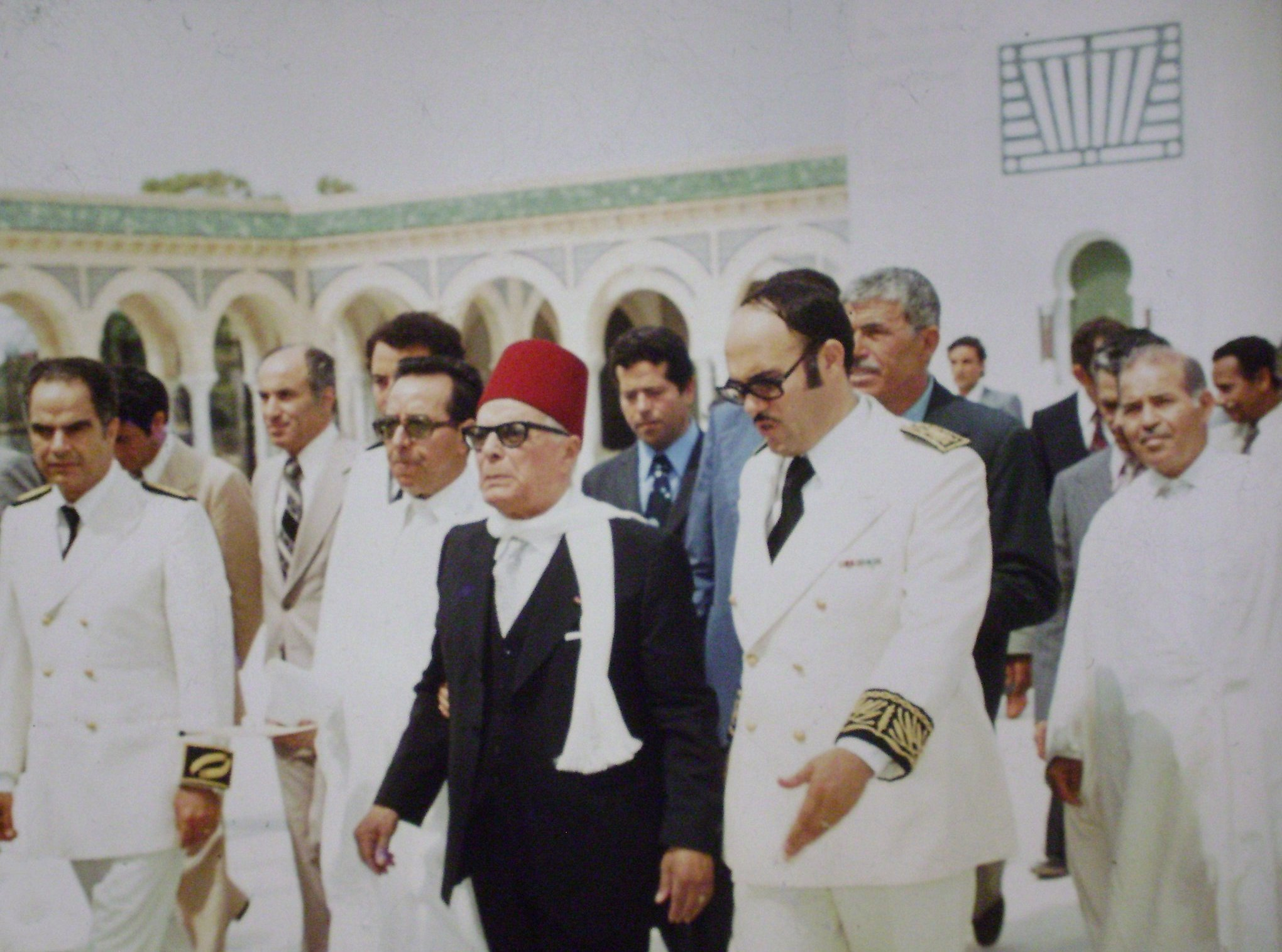
Habib Bourguiba accompagné du gouverneur Mansour Skhiri.

Dès son retour au pays en 1964, il est nommé chef de l'arrondissement de Tunis-Marine dépendant de la direction des ports de Tunis. En 1966, il entre au Conseil municipal de Monastir. En 1969, il quitte son poste pour diriger le service des études techniques et du contrôle de la construction de la municipalité de Tunis ; il est promu un an plus tard ingénieur en chef et directeur des travaux. En 1973, il est nommé ingénieur général et directeur de l'habitat, de l'urbanisme et de l'aménagement du territoire au ministère de l'Équipement.
Il occupe ensuite le poste de gouverneur de Sousse en 1974 puis celui de gouverneur de Monastir à partir de 1977 avant d'entrer au gouvernement. Prenant d'abord la tête du cabinet présidentiel, le 20 septembre 1985, il prend également en charge le ministère de la Fonction publique et de la Réforme administrative, le 7 avril 1986, et le ministère du Transport le 30 mars 1987. Le 16 mai, il laisse ses deux premières fonctions pour prendre la direction du ministère de l'Équipement et des Télécommunications qu'il cumule avec celui du Transport. Il est alors très proche du président Habib Bourguiba.

## Procès
Son activité gouvernementale s'achève le 7 novembre 1987 avec l'avènement du nouveau président Zine el-Abidine Ben Ali. Il est alors appréhendé et son procès pour détournement de deniers publics s'ouvre le 7 juillet 1988 devant la chambre criminelle de la cour d'appel de Tunis. Condamné pour utilisation de fonds publics à des fins personnelles, trafics d'influence et malversations, il est finalement placé en liberté conditionnelle, en novembre 1989, à l'occasion du second anniversaire de la prise de pouvoir de Ben Ali.

## Hommage

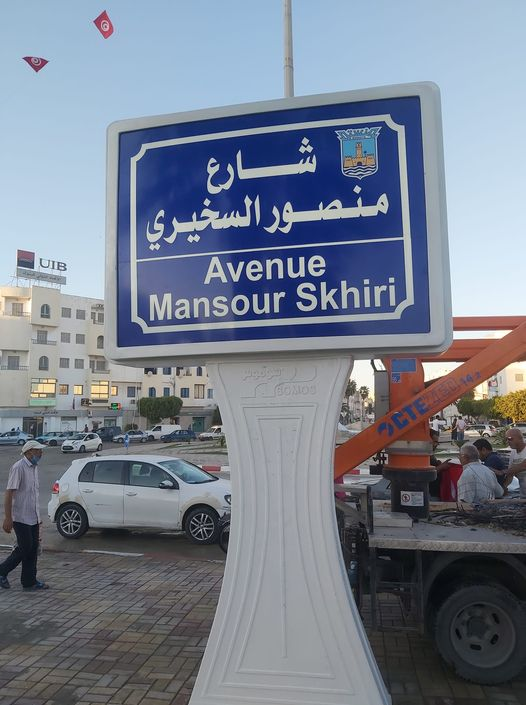
Avenue Mansour-Skhiri à Monastir.

La municipalité de Monastir lui rend hommage le 7 juin 2021 en inaugurant une avenue portant son nom en présence du gouverneur de la région et du maire.

## Vie privée
En 1969, il épouse Faouzia Besbes qui lui donne quatre enfants : 
- Ameur Skhiri (né le 28 septembre 1970 à Tunis) ;
- Chiraz Skhiri (née le 11 novembre 1972 à Tunis) ;
- Moez Skhiri (né le 3 décembre 1974 à Tunis) ;
- Mohamed Chekib Skhiri (né le 27 avril 1980 à Tunis).

## Décorations
- Grand cordon (1987[3]) de l'ordre de la République tunisienne.
- Grand officier de l'ordre d'Orange-Nassau (Pays-Bas)[4].